# Glan
Glan es un municipio de la provincia de Sarangani en Filipinas. 

## Idioma
Cebuano es el idioma principal del municipio.

## Barangayes
El municipio se divide a 31 barangayes.
| - Baliton - Batotuling - Batulaki - Big Margus - Burias - Cablalan - Calabanit - Calpidong - Congan - Cross - Datalbukay | - E. Alegado - Glan Padidu - Gumasa - Ilaya - Kaltuad - Kapatan - Lago - Laguimit - Mudan - New Aklan | - Pangyan - Población - Río del Pilar - San José - San Vicente - Small Margus - Sufatubo - Taluya - Tango - Tapón |

## Historia
El 21 de junio de 1969 los barrios de Sapu-Padidu, Sapu-Masla, Malapatán, Tuyán, Lun-masla, y Lun-Padidu y todos los Sitios de los mismos, hasta ahora pertenecientes al municipio de Glan, pasan a formar parte del nuevo municipio de Malapatán cuyo ayuntamiento queda estabelcido en el barrio del mismo nombre.